# Эжяреле
Эжяре́ле (лит. Ežerėlė) — река в Литве, протекает по территории Радвилишкского и Пакруойского районов Шяуляйского уезда на севере страны. Левый приток нижней Даугивяне.
Длина реки составляет 35 км (39,8 км или 42,8 км). Площадь водосборного бассейна — 112 км². Средний уклон — 1,24 м/км. Скорость течения — 0,1—0,2 м/с. Средний расход воды в устье — 0,62 м³/с.
Эжяреле вытекает из озера Аримайчю (Римайчис) около деревни Паэжяряй. Течёт в основном на северо-восток. В низовье Эжяреле пересекают автодороги 149 и 150. Впадает в Даугивяне около деревни Уошас, в 6 км северо-востоку от Пакруойиса.
Притоки:
- левые: Уосупе, Камша;
- правые: Вякишке, Дярвялис[1].